# Barreiros (azienda)
La Barreiros è stata una casa spagnola attiva dal 1954 al 1978 per la costruzione di autobus, autocarri ed autovetture.

## Storia
Fondata nel 1954 da Eduardo Barreiros con il nome di Barreiros Diesel S.A. e con sede a Madrid, la sua attività iniziale fu la costruzione di motori Diesel. Successivamente si espanse nel campo dei veicoli commerciali e industriali, grazie agli accordi con la francese Berliet (camion), l'inglese Associated Equipment Company (autobus) e la tedesca Hanomag (trattori), tutti costruiti su licenza, ma mossi da motori di propria produzione.
Successivamente la Barreiros decise di espandersi nel settore delle automobili. Fu così che nel 1963 venne raggiunto un accordo con la statunitense Chrysler per la produzione della Dodge Dart. Venduta come "Barreiros Dart" (dal 1970 come "Dodge 3700" nelle versioni berlina e station wagon, anche con motore a gasolio), rispetto all'originale aveva un frontale rivisto, cambio a quattro marce e freni a disco. All'epoca il mercato automobilistico spagnolo era fortemente protetto: per entrarvi era praticamente obbligatorio costruire le vetture in loco (è il caso della Fiat, da cui ebbe origine la SEAT). La gamma successivamente si allargò verso il basso con modelli di origine SIMCA (marchio di cui la Chrysler era proprietaria): del 1966 è il lancio della Simca 1000, e di poco successiva è la presentazione della "Simca 1200" (che altro non era se non la Simca 1100 con un motore maggiorato).

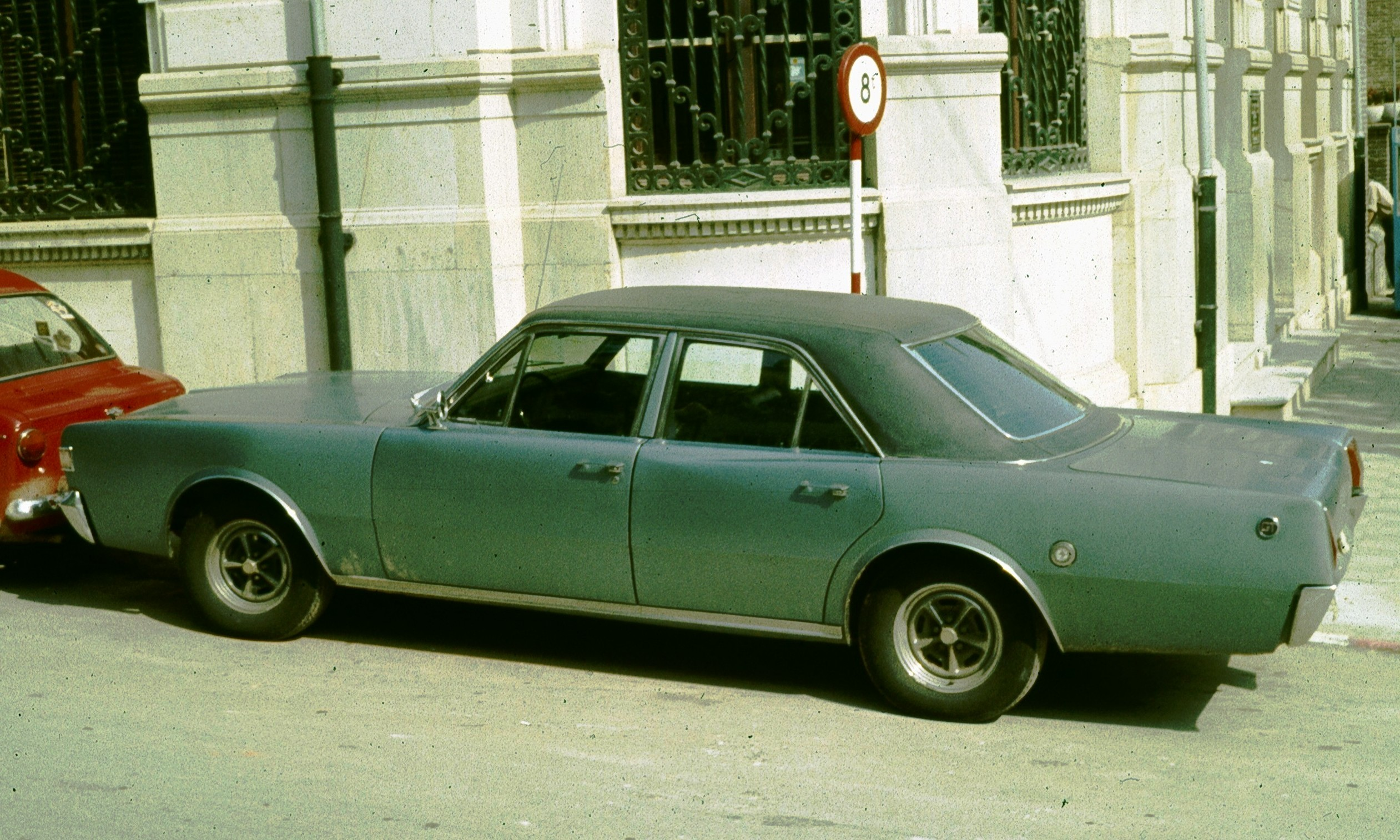
La Dodge 3700 costruita dalla Barreiros

Nel 1969 la Chrysler acquisì il completo controllo della Barreiros e dal 1975 fu assemblata la Chrysler 160/180/2 litri, in precedenza costruita negli stabilimenti ex Simca di Poissy. Lo spostamento delle linee della "160/180/2 litri" fu dovuto allo scarso successo della vettura; in Spagna, invece, la vettura riscosse un buon successo (soprattutto come taxi), e fu costruita anche con un motore a gasolio di 2 litri di cilindrata (non disponibile nel resto d'Europa, mentre in Spagna non era disponibile la "160"). La Barreiros costruì anche altri modelli per il mercato domestico, come la Simca 1307 (ribattezzata "Chrysler 150") e la Chrysler Horizon.
Oltre alla produzione automobilistica, continuava anche quella di camion e autobus, venduti in Spagna con il marchio Barreiros e all'estero con il marchio Dodge.
Nel 1978 le attività europee della Chrysler furono cedute alla PSA, che rimarchiò tutti i modelli già in produzione come Talbot (per esempio, la Chrysler 150 divenne Talbot 150). Gli stabilimenti Barreiros continuarono a costruire i modelli Talbot lanciati sotto la gestione PSA, come la Talbot Solara e la Talbot Samba. La divisione veicoli industriali fu invece scorporata e ceduta alla Renault, che proseguì brevemente la costruzione dei vecchi modelli Barreiros con il proprio marchio.